# Richard Lowe
Pour les articles homonymes, voir Lowe.
Richard Lowe est un homme d'affaires camerounais, fondateur de Activa Assurances, compagnie d'assurance panafricaine avec des succursales en Europe.

## Biographie

### Enfance et débuts
Richard Lowé Nzonlie est diplômé de l'ESSEC.

### Carrière
En 1998, Richard Lowe lance Activa après une longue expérience au sein de l'assureur AGF. 
En 2016, Proparco investit 10 millions d'euros dans le capital d'Activa. 
En 2017, Richard Lowe, PDG d’Activa, créé Activa Europe, confortant la position de son groupe, qui compte sept filiales dans sept pays : Cameroun, Côte d'Ivoire, Ghana, Guinée, Libéria, République Démocratique du Congo et Sierra Leone. Il fonde également Globus, le réseau qui couvre 43 pays africains avec un réassureur, Globus Ré, basé au Burkina Faso.
En mai 2018, il est désigné à Accra « CEO africain de l’année 2018 » lors de l’Assemblée Générale de l’Organisation Africaine des Assurances (OAA).